# Pediarcha singularis
Pediarcha singularis är en fjärilsart som beskrevs av Turner 1936. Pediarcha singularis ingår i släktet Pediarcha och familjen nattflyn. Inga underarter finns listade i Catalogue of Life.